# Gburzy

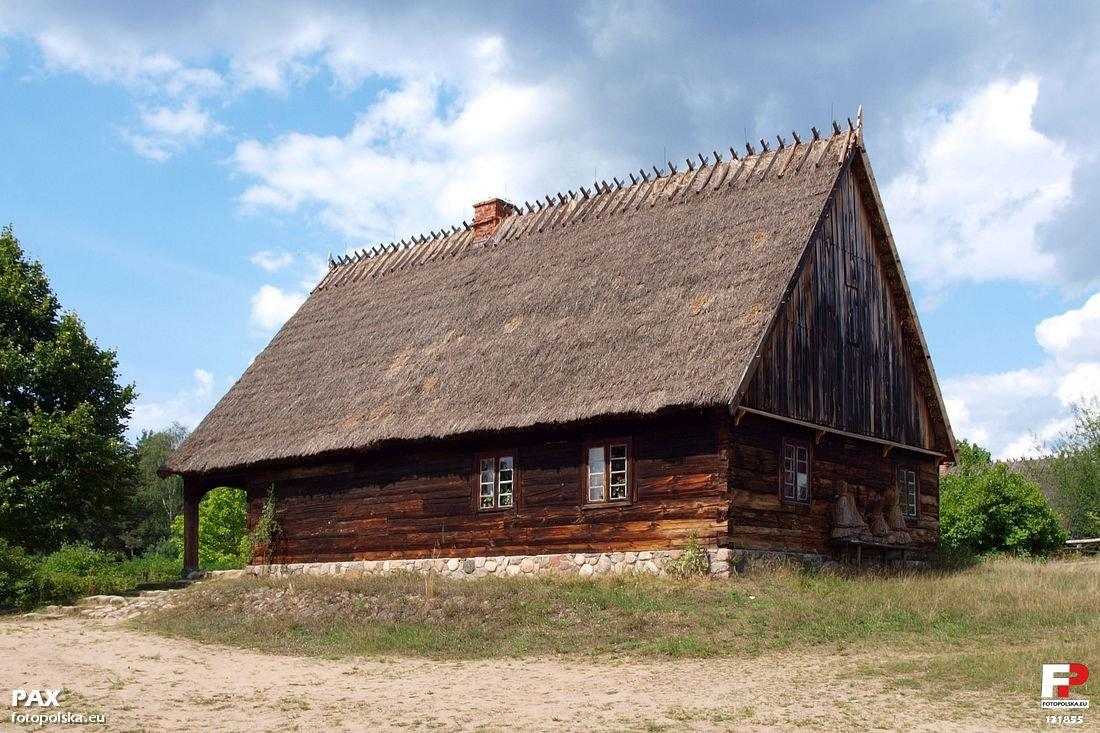
Chata gburska

Gburzy, gburowie (st. wys. niem. giburo) – na Pomorzu w wiekach XV – XIX gospodarze, zamożni chłopi, posiadający własne duże gospodarstwa (tzw. gburstwa), od jednego do dwóch łanów, w większości wolni.

## Historia
W wiekach XV – XIX gburami nazywano bogatych chłopów w Prusach Książęcych, Prusach Królewskich i na Pomorzu Zachodnim. Mieli oni duże gospodarstwa o powierzchni około dwóch łanów, dobrze wyposażone. Zatrudniali najemną czeladź i osadzonych na ich ziemi zagrodników i komorników.
Termin gbur (kasz. gbùr) z języka starowysokoniemieckiego przeszedł do języka kaszubskiego i jest używany w odniesieniu do rolników. W języku polskim, po XIX wieku słowo przybrało znaczenie pejoratywne.